# Psychotria horizontalis
Psychotria horizontalis är en måreväxtart som beskrevs av Olof Swartz. Psychotria horizontalis ingår i släktet Psychotria och familjen måreväxter. Inga underarter finns listade i Catalogue of Life.